# Graureihersee
Der Graureihersee, obersorbisch Čaplacy jězor, ist Teil des Lausitzer Seenlandes und befindet sich auf dessen sächsischer Seite im Landkreis Bautzen südöstlich der Stadt Hoyerswerda und zwischen den beiden größeren Seen Knappensee und Silbersee. 
Die Fläche des Sees beträgt 138 Hektar. Er entstand auf dem Gelände des ehemaligen Tagebaus Werminghoff I, seine Flutung wurde im Jahr 2005 abgeschlossen. Der See befindet sich in unmittelbarer Nähe der ehemaligen Brikettfabrik Knappenrode, der heutigen Energiefabrik Knappenrode: Lausitzer Bergbaumuseum. Seinen Namen verdankt das Gewässer der größten Graureiherkolonie Deutschlands, die in unmittelbarer Nähe des Museumsgeländes – am See – ihren Aufenthaltsplatz hat.